# Lag (przedsiębiorstwo)
Lag – francuskie przedsiębiorstwo produkujące gitary. Założył je w 1979 roku Michael Chavarria, francuski lutnik.